# 마가디라
마가디라(Magadheera)는 인도에서 제작된 SS 라자몰리 감독의 2009년 액션, 드라마, 멜로/로맨스 영화이다. 람 차란 테자 등이 주연으로 출연하였고 알루 아라빈드 등이 제작에 참여하였다.

## 출연

### 주연
- 람 차란 테자
- 카잘 아가월

### 조연
- 데브 길
- 스리하리
- 사라스바부
- 수닐
- 브라마난담
- 무마잇 칸
- 킴 샤르마

## 제작진
- 각색: M. 라스남
- 의상: 라마 라자무리